# Terrex
Der Terrex ist ein Radschützenpanzer des singapurischen Unternehmens ST Engineering. Das amphibische 8×8-getriebene Fahrzeug besitzt eine modulare Panzerung und Bewaffnung und kann in einem C-130-Transportflugzeug transportiert werden.

## Geschichte
Terrex begann als privates Projekt zwischen ST Engineering und Timoney Technology und war für den Exportmarkt gedacht. Die Ursprungsversion AV-81 hatte noch konventionelle Schraubenfedern und Dämpfer, die spätere AV-82-Version verwendet hydropneumatische Federbeine mit aktiver Dämpfersteuerung. Mitte 2004 wurden ein Prototyp und ein Vorserienmodell in Asien und Europa getestet. Das Fahrzeug wurde weiter verbessert, Grund hierfür war die Ausschreibung für die Radfahrzeuge der Brigade Combat Teams.
Die Version AV-82 wurde 2005 entwickelt. Der Antriebsstrang wurde verbessert, die Federung wurde durch eine Hydropneumatik ersetzt. Optional kann so die Bodenfreiheit angepasst werden. Der V-förmige Unterboden wurde durch einen flachen ersetzt. Die hintere Aufhängung wurde überarbeitet.

## Technik
Das Fahrzeug ist amphibisch und kann in einem C-130-Transportflugzeug transportiert werden. Im Wasser wird das Fahrzeug über zwei Wasserstrahlantriebe angetrieben. Der Fahrer sitzt vorne links in der Wanne, rechts neben ihm der Motor. Der Rest des Fahrzeugs ist quasi frei gestaltbar, die Zuladung liegt bei maximal 9,5 Tonnen. Es können von fernbedienbaren Waffenstationen über Maschinenkanonen bis zu 105-mm-Kanonen alle Bewaffnungsoptionen gewählt werden.
Das Fahrzeug ist minengeschützt, besitzt ein Antiblockiersystem und eine Reifendruckregelanlage.

## Versionen
- Armoured Personnel Carrier (APC)
- Mörser-Version
- Armoured Recovery Vehicle (ARV)
- Armoured Ambulance

## Produktion
- Singapur: Die Singapore Army bestellte 135 Terrex APC um die veralteten M706 zu ersetzen. Im Februar 2010 wird mit der Einsatzbereitschaft gerechnet. Die Fahrzeuge sind mit einem akustischen System zur Ortung von Schützen und einem Battlefield Management System ausgerüstet.
- Türkei: Der Terrex AV-82 wird als Yavuz von Otokar in Lizenz produziert
- Indonesien: Die Streitkräfte Indonesiens wollen 420 Einheiten bestellen und unter Lizenz produzieren.